# Kubinyi Margit
Kubinyi Margit, Bots Lászlóné (Budapest, 1932. február 16. – 2020. december 10. előtt) válogatott magyar röplabdázó.

## Pályafutása
1950 és 1962 között a Ganz TE, a Ganz Villany illetve a Vasas Turbó röplabdázója volt. 1950 és 1955 között 24 alkalommal szerepelt a válogatottban. Tagja volt az 1952-es moszkvai világbajnokságon, illetve az 1950-es szófiai és az 1955-ös bukaresti Európa-bajnokságon hatodik helyezett csapatnak.

## Sikerei, díjai
- Világbajnokság
  - 6.: 1952
- Európa-bajnokság
  - 6.: 1950, 1955
- Magyar bajnokság
  - bajnok: 1952–53 (terem), 1953, 1958–59, 1961–62
  - 2.: 1951, 1955, 1960–61
  - 3.: 1959–60
- Magyar kupa
  - győztes: 1951, 1952